# Chwaliszewo (gromada)
Chwaliszewo (do 30 XII 1961 Dobieszewo) – dawna gromada, czyli najmniejsza jednostka podziału terytorialnego Polskiej Rzeczypospolitej Ludowej w latach 1954–1972.
Gromady, z gromadzkimi radami narodowymi (GRN) jako organami władzy najniższego stopnia na wsi, funkcjonowały od reformy reorganizującej administrację wiejską przeprowadzonej jesienią 1954 do momentu ich zniesienia z dniem 1 stycznia 1973, tym samym wypierając organizację gminną w latach 1954–1972.
Gromadę Chwaliszewo z siedzibą GRN w Chwaliszewie utworzono 31 grudnia 1961 w powiecie szubińskim w woj. bydgoskim w związku z przeniesieniem siedziby GRN gromady Dobieszewo z Dobieszewa do Chwaliszewa i zmianą nazwy jednostki na gromada Chwaliszewo; równocześnie do nowo utworzonej gromady włączono wsie Nowa Wieś, Mleczkowo i Laskownice ze zniesionej gromady Gromadno w tymże powiecie.
1 stycznia 1972 do gromady Chwaliszewo włączono sołectwo Sierniki z gromady Kcynia w tymże powiecie.
Gromada przetrwała do końca 1972 roku, czyli do kolejnej reformy gminnej.